# 道の駅みのりの郷東金

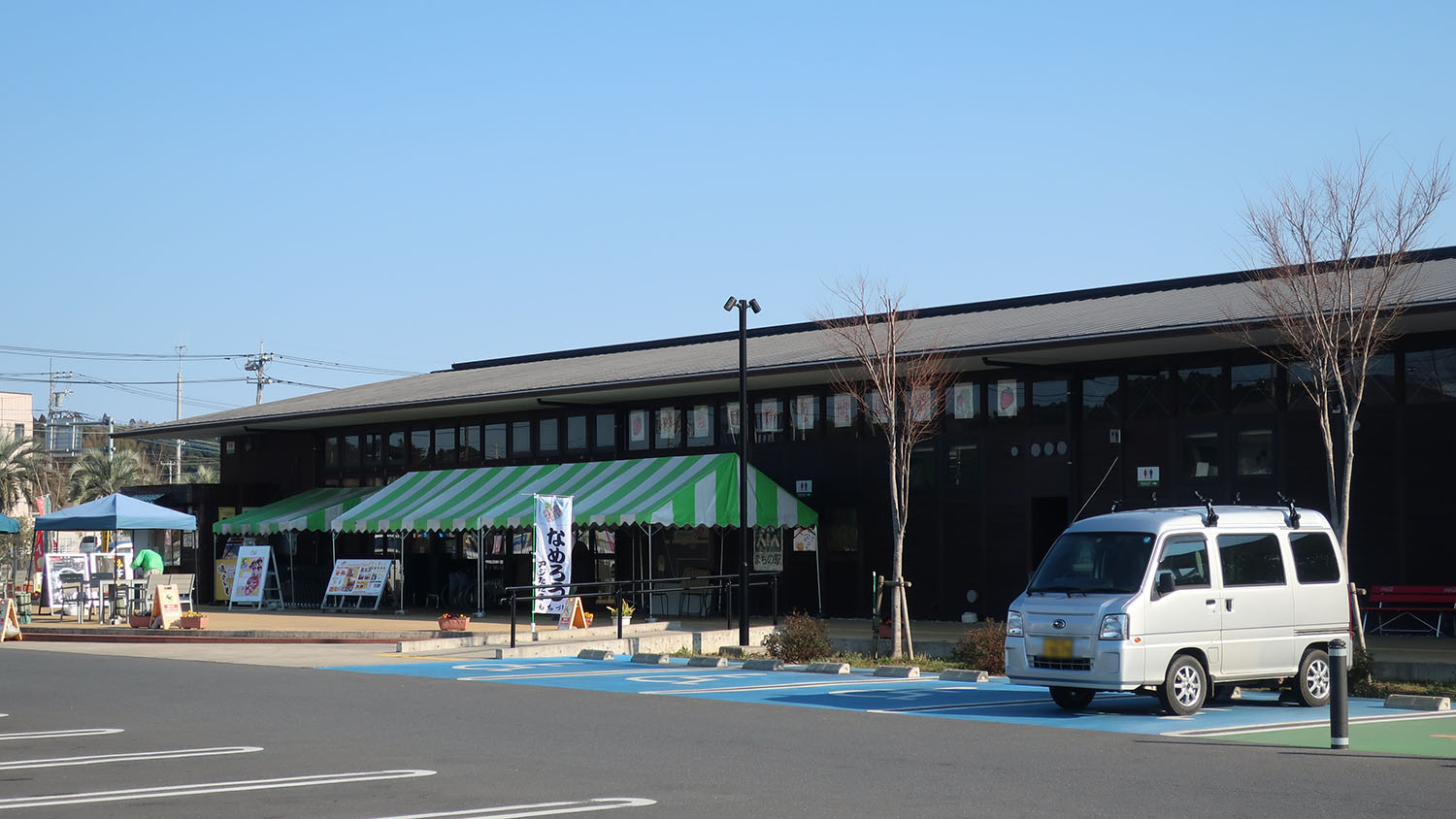
駅正面より撮影(2019年3月撮影)

道の駅みのりの郷東金（みちのえき みのりのさととうがね）は、千葉県東金市にある国道126号の道の駅である。

## 施設
- 駐車場
  - 普通車 : 227台
  - 大型車 : 6台
  - 身障者用 : 4台
- トイレ
  - 男性用 : 10器
    - 小 : 6器
    - 大 : 4器

  - 女性用 : 10器
  - 身障者用 : 1器
- レストラン「とっチーノ」
- 農産物直売所「東金マルシェ」
- 「みのりキッチン」
- 緑花木市場
- 芝生広場
- EV充電器

## 休館日
- 1月1日 - 3日

## アクセス
- 国道126号 - 登録路線
- 千葉県道124号緑海東金線

## 周辺
- 東金線 求名駅